# Johann Grissemann
Johann Grissemann (* 15. Mai 1831 in Imst; † 22. Juni 1892 in Seebarn bei Harmannsdorf) war ein österreichischer Bildhauer.

## Leben
Johann Grissemann lernte zunächst bei Franz Xaver Renn in Imst. Ab 1849 besuchte er die Akademie der bildenden Künste München und ab 1852 die Akademie der bildenden Künste Wien. Mit einem staatlichen Stipendium bereiste er Florenz und Rom. Von 1860 bis 1870 lebte er in Innsbruck, anschließend ließ er sich in Imst nieder, wo er auch eine staatlich unterstützte Holzschnitzerschule leitete. 1892 starb er unerwartet in Seebarn, wo er mit der Restaurierung eines Altars und anderen Arbeiten im Schloss Seebarn beschäftigt war.
Grissemann schuf vorwiegend sakrale Skulpturen und Grabmäler in konventionellen Formen des damals vorherrschenden nazarenischen Stils. Zu seinen Schülern zählen unter anderen Hermann Klotz, Johann Piger, Franz Egg und Christian Plattner.

## Werke

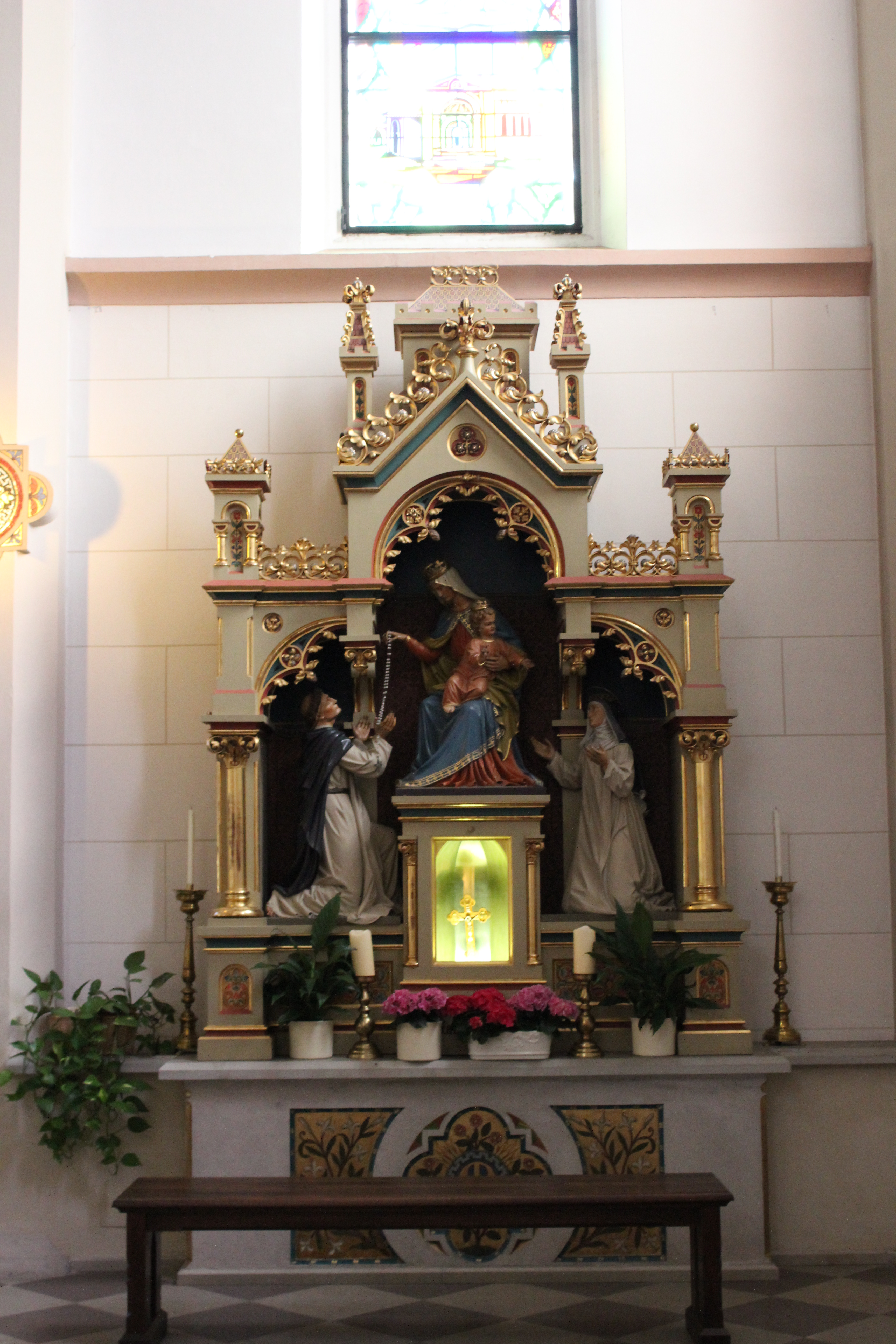
Rechter Seitenaltar der Dominikanerkirche Eppan

- Gipsrelief Inn und Etsch, Tiroler Landesmuseum Ferdinandeum, 1852
- Mater dolorosa, Erler’sche Familiengrabstätte, Westfriedhof, Innsbruck, 1860[2]
- Engelsfiguren, Mayr’sche Grabstätte, Westfriedhof Innsbruck, 1862[2]
- Auferstandener, Gugler’sche Grabstätte, Westfriedhof Innsbruck, 1871[2]
- Statue Rudolfs IV., Rudolfsbrunnen, Innsbruck 1877
- Relief Dreifaltigkeit, Dreifaltigkeitskapelle Strad, Tarrenz, um 1881
- Einsetzung des Rosenkranzes, rechter Seitenaltar, Dominikanerkirche Eppan, um 1885
- Altaraufsatz, St. Vigil, Untermais
- Herz-Jesu-Statue, Groß St. Martin, Köln
- Kreuzwegreliefs, Altbrünnerkirche, Brünn
- Auferstandener, Grabmal Reiter, Friedhof Imst
- Madonna mit Kind, Grabstätte Grissemann, Friedhof Imst